# Unione del Rubicone e Mare
L'Unione del Rubicone e Mare è un'unione di comuni romagnola, inizialmente formalizzata come Unione dei Comuni del Rubicone il 19 marzo 2005.
Quest'ultima riunì i comuni di Gatteo, San Mauro Pascoli e Savignano sul Rubicone che sorgono nell'area del Rubicone, in provincia di Forlì-Cesena.
Il 1º aprile 2014, con la sottoscrizione di un nuovo atto costitutivo, l'Unione dei Comuni del Rubicone è stata allargata anche ai comuni di Borghi, Roncofreddo, Sogliano al Rubicone, Longiano, Gambettola e Cesenatico, cambiando così denominazione in  Unione Rubicone e Mare.
L'Unione dei comuni nasce dall'esigenza di realizzare una città unica da sempre auspicata ed ormai delineata nell'area del Rubicone.
Il suo ambito territoriale coincide con quello dei comuni che la costituiscono. Il suo scopo primario è l'integrazione dell'azione amministrativa fra gli enti che la costituiscono attraverso la progressiva unificazione delle funzioni e dei servizi comunali nonché l'armonizzazione degli atti normativi e generali.